# فص أمامي مخيخي
الفص الأمامي للمخيخ هو الجزء من المُخيخ المسؤول عن استقبال الحس العميق اللاواعي. المدخلات في الفص الأمامي للمخيخ تأتي بشكل رئيسي من النخاع الشوكي.
عندما يحصل الشخص على معظم السعرات الحرارية من الكحول (الإدمان المزمن على الكحول)، يتدهور الفص الأمامي بسبب سوء التغذية. وهذا يُعرف باسم متلازمة الفص الأمامي، ويتسبب في المشي بطريقةٍ غير متوازنة.
وهو مساو أحيانًا «للمُخَيخُ القَديم».

## معرض الصور

رسوم مُتحرك. الفص الأمامي يظهر باللون الأحمر
رسوم متحرك عن قرب. الفص الأمامي يظهر باللون الأحمر.
- فيديو تشريح (1 دقيقة 20 ثانية) يظهر الفصوص المخيخيّة الثلاثة.

## روابط خارجية
- https://web.archive.org/web/20080614064333/http://www.ib.amwaw.edu.pl/anatomy/atlas/image_06e.htm